# 존 K. 로스
존 K. 로스(John King Roth, 1940년 9월 3일 - )는 미국의 작가이자 편집자이며 캘리포니아주 클레어몬트 맥케나 칼리지의 명예 교수이다. 그는 1966년부터 2006년까지 그 학교에서 가르쳤다. 그곳에서 그는 현재 Mgrublian Center for Human Rights인 홀로코스트, 대량학살, 인권 연구 센터의 창립 이사였다. 홀로코스트와 대량 학살 연구에 대한 공헌으로 가장 잘 알려진 그는 50권 이상의 책을 저술한 저자 또는 편집자이다. 1988년에는 교육 발전 및 지원 위원회와 카네기 교육 발전 재단에서 올해의 미국 교수로 선정되었다.

## 주된 작품들
- Advancing Holocaust Studies (Routledge, 2021).
- Ethics During and After the Holocaust: In the Shadow of Birkenau (Palgrave Macmillan, 2005)
- The Failures of Ethics: Confronting the Holocaust, Genocide, and Other Mass Atrocities (Oxford University Press, 2015)
- Losing Trust in the World: Holocaust Scholars Confront Torture (University of Washington   Press, 2017)
- The Oxford Handbook of Holocaust Studies (Oxford University Press, 2010)
- Teaching about Rape in War and Genocide (Palgrave Macmillan, 2016)
- Sources of Holocaust Insight: Learning and Teaching about the Genocide (Cascade/Wipf and Stock, 2020)

## 같이 보기
- 홀로코스트
- 종교 철학